# Trichorhina silvestrii
Trichorhina silvestrii är en kräftdjursart som beskrevs av Arcangeli 1936C. Trichorhina silvestrii ingår i släktet Trichorhina och familjen myrbogråsuggor. Inga underarter finns listade i Catalogue of Life.